# Santa Maria de Rebordões
Santa Maria de Rebordães es una freguesia portuguesa del concelho de Ponte de Lima, con 7,20 km² de superficie y 1.065 habitantes (2001). Su densidad de población es de 147,9 hab/km².